# Llista de topònims de la Guingueta d'Àneu
Llista de topònims (noms propis de lloc) del municipi de La Guingueta d'Àneu, al Pallars Sobirà
Informació actualitzada per un bot. Els canvis manuals es perdran quan s'actualitzi!

## borda
| imatge | Nom                 | Ubicat a            | instància de | Detalls | coordenades                                                         | Protecció | Commons (més fotos) | Dades a WD                    |
| ------ | ------------------- | ------------------- | ------------ | ------- | ------------------------------------------------------------------- | --------- | ------------------- | ----------------------------- |
|        | Borda Bardina       | la Guingueta d'Àneu | borda        |         | 42° 32′ 19″ N, 1° 10′ 41″ E / 42.5384758450124°N,1.17801320671987°E |           |                     | Modifica les dades a Wikidata |
|        | Borda Berber        | la Guingueta d'Àneu | borda        |         | 42° 32′ 10″ N, 1° 10′ 35″ E / 42.5362269713967°N,1.17647124604357°E |           |                     | Modifica les dades a Wikidata |
|        | Borda Feliu         | la Guingueta d'Àneu | borda        |         | 42° 31′ 46″ N, 1° 07′ 15″ E / 42.5295080597615°N,1.12069537636319°E |           |                     | Modifica les dades a Wikidata |
|        | Borda Perigau       | la Guingueta d'Àneu | borda        |         | 42° 33′ 41″ N, 1° 09′ 57″ E / 42.5613997218698°N,1.16591957006792°E |           |                     | Modifica les dades a Wikidata |
|        | Borda Rengàs        | la Guingueta d'Àneu | borda        |         | 42° 31′ 37″ N, 1° 11′ 10″ E / 42.527067839595°N,1.18607611396605°E  |           |                     | Modifica les dades a Wikidata |
|        | Cabana de Platirós  | la Guingueta d'Àneu | borda        |         | 42° 41′ 17″ N, 1° 09′ 27″ E / 42.6879240185856°N,1.15750103597767°E |           |                     | Modifica les dades a Wikidata |
|        | Cabana de Rosa      | la Guingueta d'Àneu | borda        |         | 42° 37′ 03″ N, 1° 10′ 01″ E / 42.6175898439095°N,1.16684359321907°E |           |                     | Modifica les dades a Wikidata |
|        | Cabanes de Jover    | la Guingueta d'Àneu | borda        |         | 42° 32′ 58″ N, 1° 07′ 32″ E / 42.5493805501049°N,1.1254946502515°E  |           |                     | Modifica les dades a Wikidata |
|        | Cobert de Caterina  | la Guingueta d'Àneu | borda        |         | 42° 35′ 30″ N, 1° 08′ 50″ E / 42.5917426860878°N,1.14713824618957°E |           |                     | Modifica les dades a Wikidata |
|        | borda d'Amaté       | la Guingueta d'Àneu | borda        |         | 42° 32′ 59″ N, 1° 11′ 20″ E / 42.5495905583452°N,1.18893161275833°E |           |                     | Modifica les dades a Wikidata |
|        | borda de Badia      | la Guingueta d'Àneu | borda        |         | 42° 34′ 45″ N, 1° 08′ 32″ E / 42.5791626615296°N,1.14216153190679°E |           |                     | Modifica les dades a Wikidata |
|        | borda de Casavedre  | la Guingueta d'Àneu | borda        |         | 42° 33′ 28″ N, 1° 11′ 11″ E / 42.55773302668°N,1.1862734417721°E    |           |                     | Modifica les dades a Wikidata |
|        | borda de Dorve      | la Guingueta d'Àneu | borda        |         | 42° 35′ 11″ N, 1° 08′ 28″ E / 42.5864132310311°N,1.14112966289395°E |           |                     | Modifica les dades a Wikidata |
|        | borda de Gallinet   | la Guingueta d'Àneu | borda        |         | 42° 32′ 49″ N, 1° 06′ 45″ E / 42.5468422199032°N,1.11240513818304°E |           |                     | Modifica les dades a Wikidata |
|        | borda de Guillemet  | la Guingueta d'Àneu | borda        |         | 42° 32′ 32″ N, 1° 07′ 07″ E / 42.542231818234°N,1.1185255550367°E   |           |                     | Modifica les dades a Wikidata |
|        | borda de Llamota    | la Guingueta d'Àneu | borda        |         | 42° 36′ 58″ N, 1° 10′ 22″ E / 42.616107158933°N,1.1726785433377°E   |           |                     | Modifica les dades a Wikidata |
|        | borda de Peruan     | la Guingueta d'Àneu | borda        |         | 42° 37′ 07″ N, 1° 09′ 54″ E / 42.618629951761°N,1.1649978586289°E   |           |                     | Modifica les dades a Wikidata |
|        | borda de Presa      | la Guingueta d'Àneu | borda        |         | 42° 36′ 55″ N, 1° 10′ 32″ E / 42.6151623039968°N,1.1755469914586°E  |           |                     | Modifica les dades a Wikidata |
|        | borda de Sebelló    | la Guingueta d'Àneu | borda        |         | 42° 39′ 02″ N, 1° 09′ 53″ E / 42.6505697131422°N,1.16475275909778°E |           |                     | Modifica les dades a Wikidata |
|        | borda de Suquet     | la Guingueta d'Àneu | borda        |         | 42° 35′ 27″ N, 1° 10′ 21″ E / 42.5909412911956°N,1.17236595454143°E |           |                     | Modifica les dades a Wikidata |
|        | borda de Surp       | la Guingueta d'Àneu | borda        |         | 42° 35′ 06″ N, 1° 10′ 25″ E / 42.585070664003°N,1.17354897967065°E  |           |                     | Modifica les dades a Wikidata |
|        | borda de la Capella | la Guingueta d'Àneu | borda        |         | 42° 39′ 09″ N, 1° 09′ 39″ E / 42.6525687356445°N,1.16081447953074°E |           |                     | Modifica les dades a Wikidata |
|        | borda del Barber    | la Guingueta d'Àneu | borda        |         | 42° 32′ 13″ N, 1° 10′ 46″ E / 42.536914445832°N,1.1795700487036°E   |           |                     | Modifica les dades a Wikidata |
|        | borda del Llarg     | la Guingueta d'Àneu | borda        |         | 42° 32′ 07″ N, 1° 06′ 33″ E / 42.53526°N,1.10906°E                  |           |                     | Modifica les dades a Wikidata |
|        | borda dels Arene    | la Guingueta d'Àneu | borda        |         | 42° 33′ 00″ N, 1° 11′ 39″ E / 42.5500164011805°N,1.19422962427796°E |           |                     | Modifica les dades a Wikidata |
|        | borda dels Rengars  | la Guingueta d'Àneu | borda        |         | 42° 31′ 38″ N, 1° 11′ 24″ E / 42.5272269101803°N,1.18987017661503°E |           |                     | Modifica les dades a Wikidata |
|        | bordes d'Aurós      | la Guingueta d'Àneu | borda        |         | 42° 39′ 10″ N, 1° 09′ 24″ E / 42.652716035916°N,1.1566760416938°E   |           |                     | Modifica les dades a Wikidata |
|        | bordes de Badia     | la Guingueta d'Àneu | borda        |         | 42° 35′ 05″ N, 1° 08′ 15″ E / 42.5847876980453°N,1.13752205603558°E |           |                     | Modifica les dades a Wikidata |
|        | bordes de Riu       | la Guingueta d'Àneu | borda        |         | 42° 35′ 45″ N, 1° 07′ 40″ E / 42.5957945572041°N,1.12772372157764°E |           |                     | Modifica les dades a Wikidata |
|        | la Borda            | la Guingueta d'Àneu | borda        |         | 42° 33′ 04″ N, 1° 11′ 18″ E / 42.5512214785077°N,1.18842161118276°E |           |                     | Modifica les dades a Wikidata |
|        | les Cabanes         | la Guingueta d'Àneu | borda        |         | 42° 32′ 10″ N, 1° 06′ 45″ E / 42.536134111689°N,1.11236247076849°E  |           |                     | Modifica les dades a Wikidata |

## casa
| imatge | Nom                           | Ubicat a            | instància de | Detalls                     | coordenades                                          | Protecció                                  | Commons (més fotos) | Dades a WD                    |
| ------ | ----------------------------- | ------------------- | ------------ | --------------------------- | ---------------------------------------------------- | ------------------------------------------ | ------------------- | ----------------------------- |
|        | Casa Surp                     | la Guingueta d'Àneu | casa         | Estil: arquitectura popular | 42° 34′ 41″ N, 1° 10′ 08″ E / 42.578032°N,1.168981°E | bé integrant del patrimoni cultural català |                     | Modifica les dades a Wikidata |
|        | Casa a Dorve                  | la Guingueta d'Àneu | casa         | Estil: arquitectura popular | 42° 35′ 30″ N, 1° 08′ 55″ E / 42.591671°N,1.148539°E | bé integrant del patrimoni cultural català |                     | Modifica les dades a Wikidata |
|        | casa al carrer Major          | Berrós Jussà        | casa         | Estil: arquitectura popular | 42° 34′ 31″ N, 1° 09′ 13″ E / 42.57528°N,1.153484°E  | bé integrant del patrimoni cultural català |                     | Modifica les dades a Wikidata |
|        | casa al carrer Major de Dorve | la Guingueta d'Àneu | casa         | Estil: arquitectura popular | 42° 35′ 29″ N, 1° 08′ 55″ E / 42.591483°N,1.148648°E | bé integrant del patrimoni cultural català |                     | Modifica les dades a Wikidata |
|        | casa al carrer Major de Gavàs | la Guingueta d'Àneu | casa         | Estil: arquitectura popular | 42° 38′ 29″ N, 1° 09′ 36″ E / 42.64133°N,1.15995°E   | bé integrant del patrimoni cultural català |                     | Modifica les dades a Wikidata |

## castell
| imatge | Nom                    | Ubicat a            | instància de | Detalls | coordenades                                                             | Protecció | Commons (més fotos) | Dades a WD                    |
| ------ | ---------------------- | ------------------- | ------------ | ------- | ----------------------------------------------------------------------- | --------- | ------------------- | ----------------------------- |
|        | Castell d'Escalarre    | la Guingueta d'Àneu | castell      |         | 42° 37′ 05″ N, 1° 08′ 27″ E / 42.61793278°N,1.14075833°E 981.5 msnm     |           |                     | Modifica les dades a Wikidata |
|        | Castell d'Escart       | la Guingueta d'Àneu | castell      |         | 42° 32′ 42″ N, 1° 08′ 06″ E / 42.54488889°N,1.13488278°E 1200 msnm      |           |                     | Modifica les dades a Wikidata |
|        | Castell de Berrós      | Berrós Jussà        | castell      |         | 42° 34′ 28″ N, 1° 08′ 42″ E / 42.574419870896726°N,1.1449388346897054°E |           |                     | Modifica les dades a Wikidata |
|        | Castell de Jou         | la Guingueta d'Àneu | castell      |         | 42° 35′ 57″ N, 1° 06′ 53″ E / 42.59916389°N,1.11482222°E 1302.4 msnm    |           |                     | Modifica les dades a Wikidata |
|        | Castell de Puigllorenç | la Guingueta d'Àneu | castell      |         | 42° 38′ 05″ N, 1° 09′ 00″ E / 42.6347°N,1.15006°E 1219.4 msnm           |           |                     | Modifica les dades a Wikidata |
|        | Nogueres               | la Guingueta d'Àneu | castell      |         | 42° 34′ 28″ N, 1° 08′ 42″ E / 42.5744813387486°N,1.14502983824603°E     |           |                     | Modifica les dades a Wikidata |
|        | Torre de Burgo         | la Guingueta d'Àneu | castell      |         | 42° 37′ 03″ N, 1° 09′ 14″ E / 42.61740444°N,1.15402222°E 1295.8 msnm    |           |                     | Modifica les dades a Wikidata |

## comunidor
| imatge | Nom                                                | Ubicat a            | instància de | Detalls                     | coordenades                                          | Protecció                                  | Commons (més fotos)              | Dades a WD                    |
| ------ | -------------------------------------------------- | ------------------- | ------------ | --------------------------- | ---------------------------------------------------- | ------------------------------------------ | -------------------------------- | ----------------------------- |
|        | Comunidor de l'Església de Sant Sebastià d'Estaron | la Guingueta d'Àneu | comunidor    | Estil: arquitectura popular | 42° 31′ 50″ N, 1° 11′ 28″ E / 42.530676°N,1.191052°E | bé integrant del patrimoni cultural català |                                  | Modifica les dades a Wikidata |
|        | Comunidor de la parròquia de Sant Julià            | la Guingueta d'Àneu | comunidor    | Estil: arquitectura popular | 42° 38′ 02″ N, 1° 08′ 58″ E / 42.633964°N,1.149341°E | bé integrant del patrimoni cultural català | Comunidor de Sant Julià d'Unarre | Modifica les dades a Wikidata |

## curs d'aigua
| imatge | Nom               | Ubicat a                                         | instància de | Detalls                                      | coordenades                                                                                                  | Protecció | Commons (més fotos) | Dades a WD                    |
| ------ | ----------------- | ------------------------------------------------ | ------------ | -------------------------------------------- | --- | --------- | ------------------- | ----------------------------- |
|        | Barranc de Rose   | Espot la Guingueta d'Àneu                        | curs d'aigua |                                              | 42° 36′ 19″ N, 1° 05′ 36″ E / 42.605259°N,1.093449°E 42° 36′ 45″ N, 1° 07′ 39″ E / 42.61237°N,1.127519°E     |           | Barranc de Rose     | Modifica les dades a Wikidata |
|        | Noguera Pallaresa | Vall d'Aran Pallars Sobirà Pallars Jussà Noguera | curs d'aigua | Desemboca: Segre Llarg: 154km Conca: 2820km² | 41° 54′ 23″ N, 0° 53′ 24″ E / 41.9064°N,0.8901°E 42° 42′ 43″ N, 0° 56′ 58″ E / 42.71185°N,0.94951944444444°E |           | Noguera Pallaresa   | Modifica les dades a Wikidata |
|        | riu d'Unarre      | la Guingueta d'Àneu Esterri d'Àneu               | curs d'aigua | Desemboca: Noguera Pallaresa Llarg: 11km     | 42° 41′ 40″ N, 1° 10′ 34″ E / 42.694505°N,1.176082°E 42° 37′ 07″ N, 1° 07′ 45″ E / 42.618714°N,1.129037°E    |           | Unarre river        | Modifica les dades a Wikidata |

## entitat singular de població
| imatge | Nom                 | Ubicat a            | instància de                                   | Detalls | coordenades                                                                         | Protecció | Commons (més fotos) | Dades a WD                    |
| ------ | ------------------- | ------------------- | ---------------------------------------------- | ------- | ----------------------------------------------------------------------------------- | --------- | ------------------- | ----------------------------- |
|        | Berrós Jussà        | la Guingueta d'Àneu | entitat singular de població                   | 19 hab  | 42° 34′ 31″ N, 1° 09′ 14″ E / 42.57528°N,1.15389°E 1091 msnm                        |           | Berrós Jussà        | Modifica les dades a Wikidata |
|        | Berrós Sobirà       | la Guingueta d'Àneu | entitat singular de població                   | 0 hab   | 42° 34′ 45″ N, 1° 10′ 10″ E / 42.57919444°N,1.16939944°E 1269.5 msnm                |           |                     | Modifica les dades a Wikidata |
|        | Burgo               | la Guingueta d'Àneu | entitat singular de població                   | 7 hab   | 42° 37′ 03″ N, 1° 09′ 14″ E / 42.61740444°N,1.15402222°E 1295.8 msnm                |           |                     | Modifica les dades a Wikidata |
|        | Cerbi               | la Guingueta d'Àneu | entitat singular de població                   | 10 hab  | 42° 38′ 50″ N, 1° 08′ 57″ E / 42.64722222°N,1.14916667°E 1420.8 msnm                |           | Cerbi               | Modifica les dades a Wikidata |
|        | Dorve               | la Guingueta d'Àneu | entitat singular de població                   | 6 hab   | 42° 35′ 33″ N, 1° 08′ 59″ E / 42.59247222°N,1.14968889°E 1391 msnm                  |           | Dorve               | Modifica les dades a Wikidata |
|        | Escalarre           | la Guingueta d'Àneu | entitat singular de població                   | 31 hab  | 42° 37′ 05″ N, 1° 08′ 27″ E / 42.617932777778°N,1.1407583333333°E 981.5 msnm        |           | Escalarre           | Modifica les dades a Wikidata |
|        | Escaló              | la Guingueta d'Àneu | entitat singular de població                   | 77 hab  | 42° 32′ 57″ N, 1° 09′ 20″ E / 42.54926111°N,1.15546389°E 1219.4 msnm                |           | Escaló              | Modifica les dades a Wikidata |
|        | Escart              | la Guingueta d'Àneu | entitat singular de població                   | 6 hab   | 42° 32′ 35″ N, 1° 07′ 57″ E / 42.542972222222225°N,1.1324416666666668°E 1207.1 msnm |           | Escart              | Modifica les dades a Wikidata |
|        | Estaron             | la Guingueta d'Àneu | entitat singular de població                   | 18 hab  | 42° 31′ 49″ N, 1° 11′ 27″ E / 42.530361111111°N,1.1909611111111°E 1057.7 msnm       |           | Estaron             | Modifica les dades a Wikidata |
|        | Gavàs               | la Guingueta d'Àneu | entitat singular de població                   | 17 hab  | 42° 38′ 30″ N, 1° 09′ 36″ E / 42.641555°N,1.159965°E 1395.8 msnm                    |           | Gavàs               | Modifica les dades a Wikidata |
|        | Jou                 | la Guingueta d'Àneu | entitat singular de població                   | 16 hab  | 42° 35′ 57″ N, 1° 06′ 52″ E / 42.59909167°N,1.11433333°E 1301 msnm                  |           | Jou                 | Modifica les dades a Wikidata |
|        | Llavorre            | la Guingueta d'Àneu | entitat singular de població                   | 5 hab   | 42° 36′ 34″ N, 1° 09′ 11″ E / 42.60958056°N,1.153075°E 1399 msnm                    |           |                     | Modifica les dades a Wikidata |
|        | Unarre              | la Guingueta d'Àneu | entitat singular de població                   | 15 hab  | 42° 38′ 05″ N, 1° 09′ 00″ E / 42.6346725°N,1.15005972°E 1219.4 msnm                 |           | Unarre              | Modifica les dades a Wikidata |
|        | la Guingueta d'Àneu | la Guingueta d'Àneu | entitat singular de població capital municipal | 56 hab  | 42° 35′ 38″ N, 1° 07′ 56″ E / 42.59385976°N,1.13216716°E 940 msnm                   |           |                     | Modifica les dades a Wikidata |

## església
| imatge | Nom                           | Ubicat a            | instància de      | Detalls                                           | coordenades                                                                  | Protecció                                            | Commons (més fotos)     | Dades a WD                    |
| ------ | ----------------------------- | ------------------- | ----------------- | ------------------------------------------------- | ---------------------------------------------------------------------------- | ---------------------------------------------------- | ----------------------- | ----------------------------- |
|        | Mare de Déu d'Agost           | la Guingueta d'Àneu | església          |                                                   | 42° 35′ 30″ N, 1° 07′ 53″ E / 42.5917924358177°N,1.13135362668857°E 944 msnm |                                                      |                         | Modifica les dades a Wikidata |
|        | Mare de Déu de la Roca        | la Guingueta d'Àneu | església          |                                                   | 42° 32′ 47″ N, 1° 08′ 32″ E / 42.54626°N,1.142343°E 1202.5 msnm              | bé integrant del patrimoni cultural català           | Mare de Déu de la Roca  | Modifica les dades a Wikidata |
|        | Sant Bartomeu de Dorve        | la Guingueta d'Àneu | església          | Estil: arquitectura romànica arquitectura barroca | 42° 35′ 30″ N, 1° 08′ 57″ E / 42.591645°N,1.149162°E 1391 msnm               | bé integrant del patrimoni cultural català           | Sant Bartomeu de Dorve  | Modifica les dades a Wikidata |
|        | Sant Beado                    | la Guingueta d'Àneu | església          |                                                   | 42° 39′ 38″ N, 1° 09′ 25″ E / 42.6606°N,1.15691°E 1677.2 msnm                |                                                      |                         | Modifica les dades a Wikidata |
|        | Sant Esteve de Gavàs          | la Guingueta d'Àneu | església          | Estil: arquitectura popular                       | 42° 38′ 28″ N, 1° 09′ 37″ E / 42.6412°N,1.160287°E 1392 msnm                 | bé integrant del patrimoni cultural català           |                         | Modifica les dades a Wikidata |
|        | Sant Jaume de Berrós Jussà    | la Guingueta d'Àneu | església          | Estil: arquitectura romànica                      | 42° 34′ 33″ N, 1° 09′ 11″ E / 42.575766°N,1.152921°E 1079.2 msnm             | bé integrant del patrimoni cultural català           |                         | Modifica les dades a Wikidata |
|        | Sant Jaume de Jou             | la Guingueta d'Àneu | església          |                                                   | 42° 36′ 05″ N, 1° 07′ 11″ E / 42.60141139°N,1.1198°E 1340 msnm               |                                                      |                         | Modifica les dades a Wikidata |
|        | Sant Joan d'Aurós             | la Guingueta d'Àneu | església ermita   | Estil: arquitectura popular 17th century          | 42° 38′ 16″ N, 1° 09′ 04″ E / 42.637745°N,1.151223°E 1264 msnm               | bé integrant del patrimoni cultural català           | Sant Joan d'Aurós       | Modifica les dades a Wikidata |
|        | Sant Joan de Burgo            | la Guingueta d'Àneu | església          | Estil: arquitectura popular                       | 42° 36′ 57″ N, 1° 09′ 08″ E / 42.615901°N,1.152278°E 1299.8 msnm             | bé integrant del patrimoni cultural català           |                         | Modifica les dades a Wikidata |
|        | Sant Julià d'Unarre           | la Guingueta d'Àneu | església          |                                                   | 42° 38′ 02″ N, 1° 08′ 59″ E / 42.633824°N,1.149614°E 1218 msnm               | bé integrant del patrimoni cultural català           | Sant Julià d'Unarre     | Modifica les dades a Wikidata |
|        | Sant Llorenç d'Escaló         | la Guingueta d'Àneu | església          |                                                   | 42° 32′ 50″ N, 1° 10′ 06″ E / 42.54708611°N,1.16838111°E 925 msnm            |                                                      |                         | Modifica les dades a Wikidata |
|        | Sant Martí d'Escalarre        | la Guingueta d'Àneu | església          | Estil: arquitectura romànica                      | 42° 36′ 54″ N, 1° 08′ 21″ E / 42.614971°N,1.139053°E 982.4 msnm              | bé integrant del patrimoni cultural català           | Sant Martí d'Escalarre  | Modifica les dades a Wikidata |
|        | Sant Martí d'Escart           | la Guingueta d'Àneu | església          | Estil: arquitectura popular                       | 42° 32′ 36″ N, 1° 08′ 00″ E / 42.543261°N,1.133207°E 1295 msnm               | bé integrant del patrimoni cultural català           | Sant Martí d'Escart     | Modifica les dades a Wikidata |
|        | Sant Martí de Roma            | la Guingueta d'Àneu | església          |                                                   | 42° 35′ 57″ N, 1° 06′ 53″ E / 42.5992°N,1.11482°E 1302.4 msnm                |                                                      |                         | Modifica les dades a Wikidata |
|        | Sant Miquel de Llavorre       | la Guingueta d'Àneu | església          | Estil: arquitectura popular                       | 42° 36′ 30″ N, 1° 09′ 07″ E / 42.608397°N,1.151937°E 1394.3 msnm             | bé integrant del patrimoni cultural català           |                         | Modifica les dades a Wikidata |
|        | Sant Pere d'Aurós             | la Guingueta d'Àneu | església          | Estil: arquitectura romànica                      | 42° 38′ 18″ N, 1° 09′ 07″ E / 42.638337°N,1.151919°E 1273.1 msnm             | bé integrant del patrimoni cultural català           |                         | Modifica les dades a Wikidata |
|        | Sant Pere de Jou              | la Guingueta d'Àneu | església          | Anomenat per: Sant Pere                           | 42° 35′ 53″ N, 1° 06′ 48″ E / 42.598046°N,1.11346°E 1302.4 msnm              | bé integrant del patrimoni cultural català           | Sant Pere de Jou        | Modifica les dades a Wikidata |
|        | Sant Pere del Burgal          | la Guingueta d'Àneu | església monument | Estil: arquitectura romànica                      | 42° 32′ 45″ N, 1° 10′ 02″ E / 42.545972222222°N,1.1672777777778°E 925 msnm   | bé d'interès cultural bé cultural d'interès nacional | Sant Pere del Burgal    | Modifica les dades a Wikidata |
|        | Sant Pere vell de Jou         | la Guingueta d'Àneu | església          |                                                   | 42° 35′ 56″ N, 1° 06′ 53″ E / 42.59875556°N,1.11458889°E 1300 msnm           |                                                      |                         | Modifica les dades a Wikidata |
|        | Sant Quirc de Berrós Sobirà   | la Guingueta d'Àneu | església          | Estil: arquitectura popular                       | 42° 34′ 39″ N, 1° 10′ 04″ E / 42.577485°N,1.167724°E 1256 msnm               | bé integrant del patrimoni cultural català           |                         | Modifica les dades a Wikidata |
|        | Sant Roc de Llavorre          | la Guingueta d'Àneu | església          |                                                   | 42° 36′ 24″ N, 1° 08′ 34″ E / 42.606612°N,1.142787°E 1281.5 msnm             |                                                      | Sant Roc de Llavorre    | Modifica les dades a Wikidata |
|        | Sant Sebastià d'Estaron       | la Guingueta d'Àneu | església          | Estil: arquitectura romànica                      | 42° 31′ 51″ N, 1° 11′ 27″ E / 42.530719°N,1.190886°E 1075 msnm               | bé integrant del patrimoni cultural català           | Sant Sebastià d'Estaron | Modifica les dades a Wikidata |
|        | Sant Serni de Cerbi           | la Guingueta d'Àneu | església          | Estil: arquitectura romànica                      | 42° 38′ 49″ N, 1° 08′ 58″ E / 42.647°N,1.1495°E 1425 msnm                    | bé integrant del patrimoni cultural català           | Sant Serni de Cerbi     | Modifica les dades a Wikidata |
|        | Santa Caterina de Jou         | la Guingueta d'Àneu | església          |                                                   | 42° 38′ 53″ N, 1° 09′ 02″ E / 42.64810833°N,1.15066556°E 1425 msnm           |                                                      |                         | Modifica les dades a Wikidata |
|        | Santa Maria d'Escaló          | la Guingueta d'Àneu | església          |                                                   | 42° 32′ 59″ N, 1° 09′ 19″ E / 42.549594°N,1.155313°E 867.6 msnm              | bé integrant del patrimoni cultural català           | Santa Maria d'Escaló    | Modifica les dades a Wikidata |
|        | Santa Maria d'Àneu            | la Guingueta d'Àneu | església monestir | Estil: arquitectura romànica                      | 42° 36′ 55″ N, 1° 07′ 45″ E / 42.6154°N,1.1292°E 943.1 msnm                  | bé d'interès cultural bé cultural d'interès nacional | Santa Maria d'Àneu      | Modifica les dades a Wikidata |
|        | capella d'Escaló              | la Guingueta d'Àneu | església          |                                                   | 42° 32′ 50″ N, 1° 10′ 06″ E / 42.54708611°N,1.16838111°E 925 msnm            |                                                      |                         | Modifica les dades a Wikidata |
|        | la Immaculada de Cerbi        | la Guingueta d'Àneu | església          |                                                   | 42° 38′ 53″ N, 1° 09′ 02″ E / 42.64810833°N,1.15066556°E 1425 msnm           |                                                      |                         | Modifica les dades a Wikidata |
|        | la Immaculada de la Guingueta | la Guingueta d'Àneu | església          |                                                   | 42° 38′ 53″ N, 1° 09′ 02″ E / 42.64810833°N,1.15066556°E 1425 msnm           |                                                      |                         | Modifica les dades a Wikidata |

## font
| imatge | Nom              | Ubicat a            | instància de | Detalls | coordenades                                                         | Protecció | Commons (més fotos) | Dades a WD                    |
| ------ | ---------------- | ------------------- | ------------ | ------- | ------------------------------------------------------------------- | --------- | ------------------- | ----------------------------- |
|        | font de Forcalls | la Guingueta d'Àneu | font         |         | 42° 35′ 39″ N, 1° 05′ 52″ E / 42.5940748258529°N,1.09768258474648°E |           |                     | Modifica les dades a Wikidata |
|        | font de Garraver | la Guingueta d'Àneu | font         |         | 42° 34′ 08″ N, 1° 09′ 36″ E / 42.5689211412448°N,1.15986335407734°E |           |                     | Modifica les dades a Wikidata |
|        | font de Posa     | la Guingueta d'Àneu | font         |         | 42° 35′ 17″ N, 1° 09′ 35″ E / 42.587928836143°N,1.1598054809158°E   |           |                     | Modifica les dades a Wikidata |
|        | font del Bisbe   | la Guingueta d'Àneu | font         |         | 42° 36′ 55″ N, 1° 10′ 56″ E / 42.615301625293°N,1.1821647658721°E   |           |                     | Modifica les dades a Wikidata |

## llac glacial
| imatge | Nom                          | Ubicat a            | instància de | Detalls                                                      | coordenades                                                                       | Protecció | Commons (més fotos)                     | Dades a WD                    |
| ------ | ---------------------------- | ------------------- | ------------ | ------------------------------------------------------------ | --------------------------------------------------------------------------------- | --------- | --------------------------------------- | ----------------------------- |
|        | Els Tres Estanys             | la Guingueta d'Àneu | llac glacial |                                                              | 42° 40′ 57″ N, 1° 10′ 59″ E / 42.682503°N,1.182994°E serra Mascarida 2415 msnm    |           | Els Tres Estanys                        | Modifica les dades a Wikidata |
|        | Estany de la Gola            | la Guingueta d'Àneu | llac glacial | Llarg: 530m Ample: 347m Superfície: 11.36ha Profunditat: 26m | 42° 41′ 08″ N, 1° 10′ 18″ E / 42.68565°N,1.171675°E 2249 msnm                     |           | Estany de la Gola                       | Modifica les dades a Wikidata |
|        | estany de Buixasse           | la Guingueta d'Àneu | llac glacial | Llarg: 214m Ample: 124m Superfície: 1.81ha                   | 42° 41′ 30″ N, 1° 09′ 40″ E / 42.6917358521124°N,1.16102610997214°E 2240 msnm     |           | Estany de Buixasse                      | Modifica les dades a Wikidata |
|        | estany de Calberante         | la Guingueta d'Àneu | llac glacial | Llarg: 256m Ample: 112m Superfície: 2.99ha                   | 42° 41′ 31″ N, 1° 10′ 22″ E / 42.691973°N,1.172775°E 2358 msnm                    |           | Estany de Calberante                    | Modifica les dades a Wikidata |
|        | estany de Mascarida          | la Guingueta d'Àneu | llac glacial | Llarg: 194m Ample: 125m Superfície: 2.06ha                   | 42° 40′ 00″ N, 1° 11′ 00″ E / 42.666666666666664°N,1.1833333333333331°E 2318 msnm |           | Estany de Mascarida                     | Modifica les dades a Wikidata |
|        | estany de Ventolau           | la Guingueta d'Àneu | llac glacial | Llarg: 273m Ample: 105m Superfície: 2.35ha                   | 42° 40′ 42″ N, 1° 10′ 51″ E / 42.678264°N,1.180762°E 2344 msnm                    |           | Estany de Ventolau                      | Modifica les dades a Wikidata |
|        | estany del Diable            | la Guingueta d'Àneu | llac glacial | Llarg: 52m Ample: 45m Superfície: 0.19ha                     | 42° 40′ 06″ N, 1° 11′ 39″ E / 42.6683637347601°N,1.19418695038219°E 2323 msnm     |           | Estany del Diable (la Guingueta d'Àneu) | Modifica les dades a Wikidata |
|        | estanyet de la Tartera       | la Guingueta d'Àneu | llac glacial | Llarg: 172m Ample: 63m Superfície: 0.97ha                    | 42° 41′ 56″ N, 1° 10′ 03″ E / 42.698816289554°N,1.1675211477525°E 2374 msnm       |           | Estanyet de la Tartera                  | Modifica les dades a Wikidata |
|        | estanys de Mascarida de Dalt | la Guingueta d'Àneu | llac glacial |                                                              | 42° 40′ 20″ N, 1° 11′ 33″ E / 42.672245°N,1.1925°E 2440 msnm                      |           | Estanys de Mascarida de Dalt            | Modifica les dades a Wikidata |

## masia
| imatge | Nom        | Ubicat a            | instància de | Detalls | coordenades                                                         | Protecció | Commons (més fotos) | Dades a WD                    |
| ------ | ---------- | ------------------- | ------------ | ------- | ------------------------------------------------------------------- | --------- | ------------------- | ----------------------------- |
|        | Casa Badia | la Guingueta d'Àneu | masia        |         | 42° 35′ 31″ N, 1° 07′ 54″ E / 42.5920656436294°N,1.13154046723715°E |           |                     | Modifica les dades a Wikidata |
|        | la Mola    | la Guingueta d'Àneu | masia        |         | 42° 32′ 53″ N, 1° 09′ 23″ E / 42.5481339875255°N,1.15633328860533°E |           |                     | Modifica les dades a Wikidata |

## muntanya
| imatge | Nom                     | Ubicat a                                      | instància de | Detalls | coordenades                                                                            | Protecció | Commons (més fotos)  | Dades a WD                    |
| ------ | ----------------------- | --------------------------------------------- | ------------ | ------- | -------------------------------------------------------------------------------------- | --------- | -------------------- | ----------------------------- |
|        | Basera de Campi         | la Guingueta d'Àneu                           | muntanya     |         | 42° 33′ 18″ N, 1° 09′ 56″ E / 42.5551°N,1.16563°E 1656.5 msnm                          |           |                      | Modifica les dades a Wikidata |
|        | Bogarri                 | la Guingueta d'Àneu                           | muntanya     |         | 42° 35′ 59″ N, 1° 07′ 20″ E / 42.59969444°N,1.12229167°E                               |           |                      | Modifica les dades a Wikidata |
|        | Bony de Santa Bàrbara   | Llavorsí la Guingueta d'Àneu                  | muntanya     |         | 42° 31′ 35″ N, 1° 09′ 01″ E / 42.52648889°N,1.15023194°E 1914.7 msnm                   |           |                      | Modifica les dades a Wikidata |
|        | Campirme                | Vall de Cardós la Guingueta d'Àneu            | muntanya     |         | 42° 39′ 34″ N, 1° 11′ 37″ E / 42.6595207314°N,1.19362547646°E Pallars Sobirà 2633 msnm |           | Campirme             | Modifica les dades a Wikidata |
|        | Cap de Calbar           | Esterri d'Àneu la Guingueta d'Àneu Alt Àneu   | muntanya     |         | 42° 38′ 45″ N, 1° 08′ 01″ E / 42.64571111°N,1.13372028°E 1894.9 msnm                   |           |                      | Modifica les dades a Wikidata |
|        | Cap de Campmaior        | Llavorsí la Guingueta d'Àneu Rialb            | muntanya     |         | 42° 30′ 58″ N, 1° 06′ 50″ E / 42.516012°N,1.113775°E 2044.9 msnm                       |           | Cap de Campmaior     | Modifica les dades a Wikidata |
|        | Cap de Socorto          | la Guingueta d'Àneu                           | muntanya     |         | 42° 37′ 37″ N, 1° 10′ 00″ E / 42.627°N,1.16676°E 2029.3 msnm                           |           |                      | Modifica les dades a Wikidata |
|        | Cap de l'Escobedo       | la Guingueta d'Àneu                           | muntanya     |         | 42° 35′ 42″ N, 1° 10′ 12″ E / 42.59505278°N,1.16994167°E 2123.3 msnm                   |           | Cap de l'Escobedo    | Modifica les dades a Wikidata |
|        | Cap de la Rocagran      | Vall de Cardós la Guingueta d'Àneu            | muntanya     |         | 42° 36′ 39″ N, 1° 11′ 26″ E / 42.61076944°N,1.19058056°E 2163.4 msnm                   |           |                      | Modifica les dades a Wikidata |
|        | Cap de la Travessa      | Alt Àneu la Guingueta d'Àneu                  | muntanya     |         | 42° 39′ 58″ N, 1° 07′ 09″ E / 42.6662°N,1.11919°E 2203.3 msnm                          |           |                      | Modifica les dades a Wikidata |
|        | Estanyardo              | Alt Àneu la Guingueta d'Àneu                  | muntanya     |         | 42° 41′ 06″ N, 1° 08′ 21″ E / 42.68491667°N,1.13928611°E 2625.4 msnm                   |           |                      | Modifica les dades a Wikidata |
|        | Guinedo                 | la Guingueta d'Àneu                           | muntanya     |         | 42° 32′ 10″ N, 1° 11′ 25″ E / 42.53619444°N,1.19028056°E 1395.6 msnm                   |           |                      | Modifica les dades a Wikidata |
|        | Mont-roig               | Alt Àneu Lladorre la Guingueta d'Àneu Coflens | muntanya     |         | 42° 42′ 39″ N, 1° 10′ 36″ E / 42.7108°N,1.1768°E 2864 msnm                             |           | Mont-roig (Alt Àneu) | Modifica les dades a Wikidata |
|        | Montalto                | Vall de Cardós la Guingueta d'Àneu            | muntanya     |         | 42° 37′ 29″ N, 1° 10′ 46″ E / 42.62478889°N,1.17946389°E 2217.4 msnm                   |           |                      | Modifica les dades a Wikidata |
|        | Penyes Negres           | la Guingueta d'Àneu Lladorre                  | muntanya     |         | 42° 38′ 30″ N, 1° 11′ 16″ E / 42.6417°N,1.18779°E 2436 msnm                            |           |                      | Modifica les dades a Wikidata |
|        | Pic d'Escobedo          | Esterri d'Àneu la Guingueta d'Àneu            | muntanya     |         | 42° 38′ 29″ N, 1° 08′ 09″ E / 42.64128056°N,1.13584083°E 1909.8 msnm                   |           |                      | Modifica les dades a Wikidata |
|        | Pic de Boliera          | Espot la Guingueta d'Àneu                     | muntanya     |         | 42° 35′ 01″ N, 1° 06′ 24″ E / 42.5836°N,1.10676°E 1934.1 msnm                          |           |                      | Modifica les dades a Wikidata |
|        | Pic de Pilàs            | Alt Àneu la Guingueta d'Àneu                  | muntanya     |         | 42° 40′ 58″ N, 1° 07′ 53″ E / 42.6828291223°N,1.13150733611°E 2656 msnm                |           | Pic de Pilàs         | Modifica les dades a Wikidata |
|        | Pic de Sarredo          | Alt Àneu la Guingueta d'Àneu                  | muntanya     |         | 42° 40′ 25″ N, 1° 07′ 32″ E / 42.67359444°N,1.12544444°E 2448.7 msnm                   |           |                      | Modifica les dades a Wikidata |
|        | Pic de Ventolau         | la Guingueta d'Àneu Lladorre                  | muntanya     |         | 42° 41′ 26″ N, 1° 11′ 26″ E / 42.690651°N,1.190422°E 2851 msnm                         |           | Pic de Ventolau      | Modifica les dades a Wikidata |
|        | Pic de la Coma del Forn | la Guingueta d'Àneu Lladorre                  | muntanya     |         | 42° 40′ 40″ N, 1° 11′ 25″ E / 42.67790556°N,1.19016111°E 2683 msnm                     |           |                      | Modifica les dades a Wikidata |
|        | Pic de la Gallina       | la Guingueta d'Àneu Lladorre                  | muntanya     |         | 42° 42′ 04″ N, 1° 10′ 34″ E / 42.70114583°N,1.17614167°E 2757 msnm                     |           | Pic de la Gallina    | Modifica les dades a Wikidata |
|        | Pui Agut                | Llavorsí la Guingueta d'Àneu                  | muntanya     |         | 42° 31′ 42″ N, 1° 09′ 39″ E / 42.52837222°N,1.16095°E 1678.7 msnm                      |           | Pui Agut             | Modifica les dades a Wikidata |
|        | Pui Blanc               | Llavorsí la Guingueta d'Àneu                  | muntanya     |         | 42° 31′ 46″ N, 1° 10′ 07″ E / 42.5294°N,1.16849°E 1423.9 msnm                          |           |                      | Modifica les dades a Wikidata |
|        | Pui Redó                | Alt Àneu la Guingueta d'Àneu                  | muntanya     |         | 42° 39′ 59″ N, 1° 07′ 16″ E / 42.66649444°N,1.12119167°E 2202.4 msnm                   |           |                      | Modifica les dades a Wikidata |
|        | Pui de Pouet            | Vall de Cardós la Guingueta d'Àneu            | muntanya     |         | 42° 33′ 06″ N, 1° 12′ 07″ E / 42.55168333°N,1.20201639°E 2021.6 msnm                   |           |                      | Modifica les dades a Wikidata |
|        | Roc del Gento           | la Guingueta d'Àneu                           | muntanya     |         | 42° 32′ 58″ N, 1° 10′ 43″ E / 42.5495°N,1.17861°E 1669.9 msnm                          |           |                      | Modifica les dades a Wikidata |
|        | Roca Gran               | la Guingueta d'Àneu                           | muntanya     |         | 42° 36′ 56″ N, 1° 09′ 52″ E / 42.61548611°N,1.16443611°E 1705.2 msnm                   |           |                      | Modifica les dades a Wikidata |
|        | Roca de les Ombres      | la Guingueta d'Àneu                           | muntanya     |         | 42° 38′ 31″ N, 1° 08′ 26″ E / 42.64196944°N,1.140625°E 1720.2 msnm                     |           |                      | Modifica les dades a Wikidata |
|        | Tossal del Duc          | la Guingueta d'Àneu                           | muntanya     |         | 42° 31′ 10″ N, 1° 05′ 50″ E / 42.5194°N,1.09719°E 2063.2 msnm                          |           |                      | Modifica les dades a Wikidata |
|        | Turó de Vialada         | Vall de Cardós la Guingueta d'Àneu            | muntanya     |         | 42° 39′ 12″ N, 1° 11′ 32″ E / 42.65345278°N,1.19235833°E 2565.2 msnm                   |           |                      | Modifica les dades a Wikidata |
|        | Turó de l'Àliga         | la Guingueta d'Àneu                           | muntanya     |         | 42° 35′ 51″ N, 1° 09′ 11″ E / 42.59744722°N,1.15311667°E 1743.9 msnm                   |           |                      | Modifica les dades a Wikidata |
|        | Turó de les Bruixes     | Llavorsí la Guingueta d'Àneu                  | muntanya     |         | 42° 31′ 13″ N, 1° 11′ 14″ E / 42.52029167°N,1.18724444°E 1207 msnm                     |           |                      | Modifica les dades a Wikidata |
|        | el Faro                 | Esterri d'Àneu la Guingueta d'Àneu            | muntanya     |         | 42° 38′ 04″ N, 1° 08′ 10″ E / 42.6345°N,1.1361°E 1707.5 msnm                           |           |                      | Modifica les dades a Wikidata |
|        | lo Calbo                | Vall de Cardós la Guingueta d'Àneu            | muntanya     |         | 42° 35′ 55″ N, 1° 10′ 46″ E / 42.5986630987°N,1.17941713732°E 2291 msnm                |           | Lo Calbo             | Modifica les dades a Wikidata |

## pont
| imatge | Nom                        | Ubicat a            | instància de | Detalls                     | coordenades                                                         | Protecció                                  | Commons (més fotos) | Dades a WD                    |
| ------ | -------------------------- | ------------------- | ------------ | --------------------------- | ------------------------------------------------------------------- | ------------------------------------------ | ------------------- | ----------------------------- |
|        | Pont de Poldo              | la Guingueta d'Àneu | pont         | Travessa: Noguera Pallaresa | 42° 35′ 37″ N, 1° 08′ 01″ E / 42.5937377784679°N,1.13357467177984°E |                                            |                     | Modifica les dades a Wikidata |
|        | Pont de la Central         | la Guingueta d'Àneu | pont         | Travessa: Noguera Pallaresa | 42° 37′ 36″ N, 1° 07′ 35″ E / 42.6265445992249°N,1.12643633966512°E |                                            |                     | Modifica les dades a Wikidata |
|        | Pont del Vedo              | la Guingueta d'Àneu | pont         |                             | 42° 40′ 09″ N, 1° 09′ 58″ E / 42.6690626139958°N,1.1661977074512°E  |                                            |                     | Modifica les dades a Wikidata |
|        | Pont sobre el riu d'Escart | la Guingueta d'Àneu | pont         | Estil: arquitectura popular | 42° 32′ 27″ N, 1° 07′ 49″ E / 42.540795°N,1.130143°E                | bé integrant del patrimoni cultural català |                     | Modifica les dades a Wikidata |

## serra
| imatge | Nom                    | Ubicat a                                    | instància de | Detalls       | coordenades                                                          | Protecció | Commons (més fotos)    | Dades a WD                    |
| ------ | ---------------------- | ------------------------------------------- | ------------ | ------------- | -------------------------------------------------------------------- | --------- | ---------------------- | ----------------------------- |
|        | Escrita                | la Guingueta d'Àneu                         | serra        |               | 42° 35′ 45″ N, 1° 09′ 36″ E / 42.5959°N,1.16013°E 2123.3 msnm        |           |                        | Modifica les dades a Wikidata |
|        | Muntanya d'Escart      | la Guingueta d'Àneu Llavorsí                | serra        |               | 42° 31′ 30″ N, 1° 07′ 40″ E / 42.52502778°N,1.12765833°E 1947 msnm   |           | Muntanya d'Escart      | Modifica les dades a Wikidata |
|        | Posella del Faro       | la Guingueta d'Àneu                         | serra        |               | 42° 33′ 55″ N, 1° 09′ 58″ E / 42.56530556°N,1.16624722°E 1905.3 msnm |           |                        | Modifica les dades a Wikidata |
|        | Serra Mitjana (Unarre) | la Guingueta d'Àneu                         | serra        | Llarg: 4.84km | 42° 40′ 52″ N, 1° 09′ 45″ E / 42.681042°N,1.16255°E                  |           | Serra Mitjana (Unarre) | Modifica les dades a Wikidata |
|        | Serra Obaga            | Alt Àneu la Guingueta d'Àneu                | serra        |               | 42° 39′ 27″ N, 1° 07′ 27″ E / 42.6574°N,1.12424°E 2203.3 msnm        |           |                        | Modifica les dades a Wikidata |
|        | Serra Plana            | Vall de Cardós la Guingueta d'Àneu Llavorsí | serra        |               | 42° 32′ 19″ N, 1° 12′ 40″ E / 42.5385°N,1.21105°E 1972.3 msnm        |           |                        | Modifica les dades a Wikidata |
|        | Serra d'Aurati         | Vall de Cardós la Guingueta d'Àneu          | serra        |               | 42° 33′ 06″ N, 1° 12′ 07″ E / 42.5517°N,1.20202°E 1731 2021.6 msnm   |           |                        | Modifica les dades a Wikidata |
|        | Serra de Pilàs         | Alt Àneu la Guingueta d'Àneu                | serra        |               | 42° 41′ 06″ N, 1° 08′ 21″ E / 42.68493472°N,1.13928611°E 2625.4 msnm |           |                        | Modifica les dades a Wikidata |
|        | Serra dels Estanyets   | Espot la Guingueta d'Àneu                   | serra        |               | 42° 31′ 33″ N, 1° 04′ 07″ E / 42.52573333°N,1.06866833°E 2782.3 msnm |           |                        | Modifica les dades a Wikidata |
|        | Serrat d'Escobedo      | la Guingueta d'Àneu Esterri d'Àneu          | serra        |               | 42° 38′ 19″ N, 1° 08′ 07″ E / 42.6387°N,1.13518°E 1909.8 msnm        |           |                        | Modifica les dades a Wikidata |
|        | serra Mascarida        | la Guingueta d'Àneu                         | serra        |               | 42° 40′ 03″ N, 1° 11′ 12″ E / 42.6676°N,1.18676°E 2628.6 msnm        |           |                        | Modifica les dades a Wikidata |
|        | serra de Moixeto       | la Guingueta d'Àneu                         | serra        |               | 42° 35′ 00″ N, 1° 09′ 08″ E / 42.5833°N,1.15217°E 1934 msnm          |           |                        | Modifica les dades a Wikidata |
|        | serra de Vivalls       | la Guingueta d'Àneu                         | serra        |               | 42° 39′ 04″ N, 1° 10′ 23″ E / 42.651°N,1.17295°E 2275 msnm           |           |                        | Modifica les dades a Wikidata |
|        | serrat Estanyero       | la Guingueta d'Àneu                         | serra        |               | 42° 40′ 20″ N, 1° 08′ 39″ E / 42.67225556°N,1.14406944°E 2512.2 msnm |           |                        | Modifica les dades a Wikidata |
|        | serrat de Bellero      | la Guingueta d'Àneu                         | serra        |               | 42° 36′ 19″ N, 1° 09′ 39″ E / 42.6054°N,1.16083°E 1850 msnm          |           |                        | Modifica les dades a Wikidata |
|        | serrat de Dorve        | la Guingueta d'Àneu                         | serra        |               | 42° 35′ 33″ N, 1° 08′ 39″ E / 42.59263056°N,1.14424167°E 1743.9 msnm |           |                        | Modifica les dades a Wikidata |
|        | serrat de Sant Jaume   | Espot la Guingueta d'Àneu                   | serra        |               | 42° 35′ 20″ N, 1° 05′ 23″ E / 42.58890556°N,1.08973333°E 2226.1 msnm |           |                        | Modifica les dades a Wikidata |

## vèrtex geodèsic
| imatge | Nom      | Ubicat a            | instància de    | Detalls    | coordenades                                                        | Protecció | Commons (més fotos) | Dades a WD                    |
| ------ | -------- | ------------------- | --------------- | ---------- | ------------------------------------------------------------------ | --------- | ------------------- | ----------------------------- |
|        | Calvo    | la Guingueta d'Àneu | vèrtex geodèsic | Alt: 1.18m | 42° 35′ 55″ N, 1° 10′ 46″ E / 42.598623°N,1.17943°E 2290.467 msnm  |           |                     | Modifica les dades a Wikidata |
|        | Campirme | la Guingueta d'Àneu | vèrtex geodèsic | Alt: 1.2m  | 42° 39′ 34″ N, 1° 11′ 37″ E / 42.659465°N,1.193571°E 2633.482 msnm |           |                     | Modifica les dades a Wikidata |

## Misc
| imatge | Nom                                      | Ubicat a                     | instància de                        | Detalls                                           | coordenades | Protecció                                            | Commons (més fotos)           | Dades a WD                    |
| ------ | ---------------------------------------- | ---------------------------- | ----------------------------------- | ------------------------------------------------- | --- | ---------------------------------------------------- | ----------------------------- | ----------------------------- |
|        | Arides                                   | la Guingueta d'Àneu          | antic assentament                   |                                                   | 42° 34′ 03″ N, 1° 10′ 48″ E / 42.56755611°N,1.17997778°E 1891.6 msnm                                               |                                                      |                               | Modifica les dades a Wikidata |
|        | Aurós                                    | la Guingueta d'Àneu          | nucli de població                   |                                                   | 42° 38′ 18″ N, 1° 09′ 08″ E / 42.638394°N,1.1521°E Vall d'Unarre 1219.4 msnm                                       |                                                      | Aurós (La Guingueta d'Àneu)   | Modifica les dades a Wikidata |
|        | Camí de l'Estany de la Gola              | la Guingueta d'Àneu          | Pista forestal                      | 1960 Llarg: 5200m                                 | 42° 38′ 44″ N, 1° 09′ 07″ E / 42.645563°N,1.151872°E 42° 40′ 39″ N, 1° 10′ 15″ E / 42.677512°N,1.17088°E           |                                                      | Camí de l'Estany de la Gola   | Modifica les dades a Wikidata |
|        | Carrer Major porxat d'Escaló             | la Guingueta d'Àneu          | carrer                              | Estil: arquitectura popular                       | 42° 32′ 56″ N, 1° 09′ 21″ E / 42.548829°N,1.155871°E ca:Carrer Major, Escaló 873 msnm                              | bé integrant del patrimoni cultural català           | Carrer Major porxat d'Escaló  | Modifica les dades a Wikidata |
|        | Cascada de Sartari                       | la Guingueta d'Àneu          | salt d'aigua                        | Alt: 80m                                          | 42° 40′ 42″ N, 1° 10′ 26″ E / 42.678282°N,1.17383°E 2150 msnm                                                      |                                                      | Cascada de Sartari            | Modifica les dades a Wikidata |
|        | Forat d'Escombreter                      | la Guingueta d'Àneu          | cova                                |                                                   | 42° 32′ 52″ N, 1° 07′ 48″ E / 42.5476457619097°N,1.13010157552913°E                                                |                                                      |                               | Modifica les dades a Wikidata |
|        | Mollera d'Escalarre                      | la Guingueta d'Àneu          | zona humida                         | Superfície: 68.79ha                               | 42° 36′ 13″ N, 1° 07′ 53″ E / 42.6035°N,1.1314°E                                                                   |                                                      | Mollera d'Escalarre           | Modifica les dades a Wikidata |
|        | Pantà de la Torrassa                     | Espot la Guingueta d'Àneu    | embassament                         | Superfície: 48.7ha Volum: 2.1hm³ Conca: 359.76km² | 42° 34′ 33″ N, 1° 08′ 32″ E / 42.5759°N,1.14229°E 936 msnm                                                         |                                                      | Pantà de la Torrassa          | Modifica les dades a Wikidata |
|        | Planell de Sartari                       | la Guingueta d'Àneu          | indret                              | Llarg: 302m Ample: 270m Superfície: 7ha           | 42° 40′ 34″ N, 1° 10′ 12″ E / 42.676095°N,1.169957°E Vall d'Unarre 1955 msnm                                       |                                                      | Planell de Sartari            | Modifica les dades a Wikidata |
|        | Presa de Cerbi                           | Cerbi                        | resclosa Ús: energia hidroelèctrica | 1957                                              | 42° 39′ 07″ N, 1° 09′ 34″ E / 42.651978°N,1.159362°E Vall d'Unarre 1441 msnm                                       |                                                      | Cerbi dam                     | Modifica les dades a Wikidata |
|        | Torre d'Escaló                           | la Guingueta d'Àneu          | torre de defensa                    | Estil: arquitectura popular                       | 42° 32′ 55″ N, 1° 09′ 17″ E / 42.548492°N,1.154616°E ca:A ponent del nucli d'Escaló 933 msnm                       | bé d'interès cultural bé cultural d'interès nacional | Torre d'Escaló                | Modifica les dades a Wikidata |
|        | Vall d'Unarre                            | la Guingueta d'Àneu          | vall glacial                        |                                                   | 42° 38′ 53″ N, 1° 09′ 11″ E / 42.647935°N,1.15309°E                                                                |                                                      | Vall d'Unarre                 | Modifica les dades a Wikidata |
|        | casa consistorial de la Guingueta d'Àneu | la Guingueta d'Àneu          | casa consistorial                   |                                                   | 42° 35′ 42″ N, 1° 07′ 53″ E / 42.5950443°N,1.1312825°E                                                             |                                                      |                               | Modifica les dades a Wikidata |
|        | collada dels Alls                        | Llavorsí la Guingueta d'Àneu | collada                             |                                                   | 42° 31′ 45″ N, 1° 07′ 52″ E / 42.529166666667°N,1.1311111111111°E                                                  |                                                      |                               | Modifica les dades a Wikidata |
|        | refugi de l'Estany de la Gola            | la Guingueta d'Àneu          | refugi de muntanya                  | 2010-08-18                                        | 42° 40′ 52″ N, 1° 10′ 16″ E / 42.68111944°N,1.17119167°E ca:A la sortida d'aigües de l'estany de la Gola 2231 msnm |                                                      | Refugi de l'Estany de la Gola | Modifica les dades a Wikidata |
|        | vila closa d'Escaló                      | la Guingueta d'Àneu          | vila closa                          | Estil: arquitectura romànica                      | 42° 32′ 53″ N, 1° 09′ 22″ E / 42.548158333333°N,1.1560027777778°E 872 msnm                                         | bé d'interès cultural bé cultural d'interès nacional | Portals i murs d'Escaló       | Modifica les dades a Wikidata |